# Nayuha Toyoda
Nayuha Toyoda (豊田 奈夕葉, Toyoda Nayuha, Kamakura, 15 september 1986) is een voormalig Japans voetbalster.

## Carrière
Zij speelde onder meer voor Nippon TV Beleza.
Zij maakte deel uit van de Japanse selectie tijdens de Wereldkampioenschappen van 2007, maar zij kwam tijdens dit toernooi niet zelf in actie. Japan werd uitgeschakeld in de groepsfase met de Engeland, Argentinië en Duitsland.

## Statistieken
| Japans vrouwenvoetbalelftal | Japans vrouwenvoetbalelftal | Japans vrouwenvoetbalelftal |
| Jaar                        | Wed.                        | Dlp.                        |
| --------------------------- | --------------------------- | --------------------------- |
| 2004                        | 1                           | 0                           |
| 2005                        | 4                           | 0                           |
| 2006                        | 0                           | 0                           |
| 2007                        | 8                           | 0                           |
| 2008                        | 4                           | 0                           |
| 2009                        | 2                           | 0                           |
| 2010                        | 3                           | 0                           |
| Totaal                      | 22                          | 0                           |